# Städligan
Städligan (engelska: Ladies Who Do) är en brittisk komedifilm från 1963 i regi av C.M. Pennington-Richards.

## Handling
En grupp grannar arbetar som städerskor på kontor i city. De använder information de hittar på jobbet till att rädda sina hemkvarter från att rivas och exploateras.

## Rollista i urval
- Peggy Mount - mrs Cragg
- Robert Morley - översten
- Harry H. Corbett - James Ryder
- Miriam Karlin - mrs Higgins
- Avril Elgar - Emily Parish
- Dandy Nichols - mrs Merryweather
- Jon Pertwee - Sydney Tait
- Ron Moody - polisinspektör
- Nigel Davenport - mr Strang
- Ernest Clark - aktiemäklare
- John Laurie - doktor MacGregor
- Graham Stark - förman